# Херр, Альберт Уильям
Альберт Уильям Кристиан Теодор Херр (англ. Albert William Christian Theodore Herre, 1868—1962) — американский ихтиолог и лихенолог.

## Биография
Альберт Уильям Херр родился 16 сентября 1868 года в Толидо, детство прошло в Иллинойсе. Отец Херра погиб в лодочной аварии, после чего мать вышла замуж. Отчим Херра поддерживал его заинтересованность в науке, однако также умер до того, как Альберт окончил школу. В 1888—1890 Альберт был вынужден работать ассистентом в школьной администрации, после 1893 года некоторое время преподавал в школе историю. В 1891 году Херр женился на Кларе Мендосе.
В 1900 году семья переехала в Пало-Альто. Альберт Уильям поступил в Стэнфордский университет, в 1903 году получил степень бакалавра по ботанике, в 1905 году окончил магистратуру по специальности ихтиолога. Вскоре его жена Клара скоропостижно скончалась от воспаления лёгких, оставив пятерых детей. В 1907 году Херр женился на Лиззи Бэйли. Продолжив изучение биологии, в 1908 году Альберт Херр получил степень доктора философии.
В 1909—1910 Херр был профессором Невадского университета. В 1910—1912 он работал заместителем директора школы в Окленде, до 1915 года преподавал в школе в Вашингтоне. На протяжении последующих четырёх лет возглавлял департамент естественных наук Образовательного колледжа Западного Вашингтона.
В 1919 году Херр получил назначение на должность заведующего рыболовной промышленностью Филиппинского бюро естественных наук в Маниле. В продолжение десяти лет Херр описал множество новых видов рыб в издании Philippine Journal of Science. В 1929 году он посетил Вануату, Новую Гвинею, Сулавеси.
С 1928 по 1946 Херр был куратором зоологического отделения Стэнфордского музея естественных наук. В 1933 году он вновь отправился на экспедицию в Азию, посетил множество регионов Малайзии и Китая. В 1947—1948 Херр по заданию Службы рыбы и диких животных США Альберт Уильям снова путешествовал по Филиппинам.
В 1958 году Херр переехал в Санта-Круз, вскоре после переезда его жена скончалась. В 1959 году 90-летний Херр получил грант Национального научного фонда на изучение различных гербариев США в течение 6 месяцев. К 1960 году Херр почти закончил монографию рода Уснея на мировом уровне.
Альберт Уильям Кристиан Теодор Херр скончался в возрасте 93 лет 16 января 1962 года.

## Некоторые публикации
- Herre, A.W.C.T. The lichen flora of the Santa Cruz Peninsula, California (англ.) // Proceedings of the Washington Academy of Sciences : journal. — 1910. — Vol. 12, no. 2. — P. 27—269.
- Herre, A.W. Gobies of the Philippines and the China Sea. — Manila, 1927. — 352 p.
- Herre, A.W.; Montalban, H.R. The Philippine butterfly fishes and their allies. — Manila, 1927. — 110 p.
- Herre, A.W. Fishes of the Crane Pacific expedition. — Chicago, 1936. — 472 p.
- Herre, A.W. Stories of Philippine fishes. — Manila, 1939. — 288 p.
- Herre, A.W.; Umali, A.F. English and local common names of Philippine fishes. — Washington, 1948. — 128 p.
- Herre, A.W. Check list of Philippine fishes. — Washington, 1953. — 977 p.

## Некоторые виды, названные в честь А. Херра
Лишайники:
- Cetraria herrei Imshaug, 1954 [≡ Platismatia herrei (Imshaug) W.L.Culb. & C.F.Culb., 1968]
- Gyalecta herrei Vězda, 1965
- Naetrocymbe herrei (R.C.Harris ex) K.Knudsen & Lendemer, 2009
- Rinodina herrei H.Magn., 1953
- Umbilicaria herrei Frey, 1936

Животные:
- Barbus herrei Fowler, 1934 [≡ Puntius herrei (Fowler, 1934)
- Gymnothorax herrei Beebe & Tee-Van, 1933
- Lepidodactylus herrei Taylor, 1923
- Micrixalus herrei Myers, 1942
- Paratriacanthodes herrei Myers, 1934
- Siokunichthys herrei Herald, 1953